# Plebiscito nazionale in Cile del 1988
Il plebiscito nazionale in Cile del 1988 fu un plebiscito, previsto nella costituzione cilena del 1980, indetto in Cile il 5 ottobre 1988 dal regime militare guidato dal generale Augusto Pinochet. In applicazione delle disposizioni transitorie della Costituzione, questo plebiscito si è tenuto per determinare se il popolo volesse conferire a Pinochet un ulteriore mandato di 8 anni come presidente della Repubblica.
La vittoria del "no" ha comportato la convocazione di elezioni democratiche congiunte per presidente della Repubblica e parlamento per il dicembre 1989, che ha portato alla fine della dittatura.

## Storia
Nelle norme transitorie della Costituzione del 1980, entrata in vigore nel 1981, era stato stabilito che fosse effettuato il plebiscito al termine del primo mandato presidenziale. Il "Sì" confermava Pinochet, il "No" avrebbe portato a nuove elezioni. Al termine di una incerta campagna referendaria il "No" vinse con il 55,99% dei voti, ponendo fine a 15 anni di dittatura.

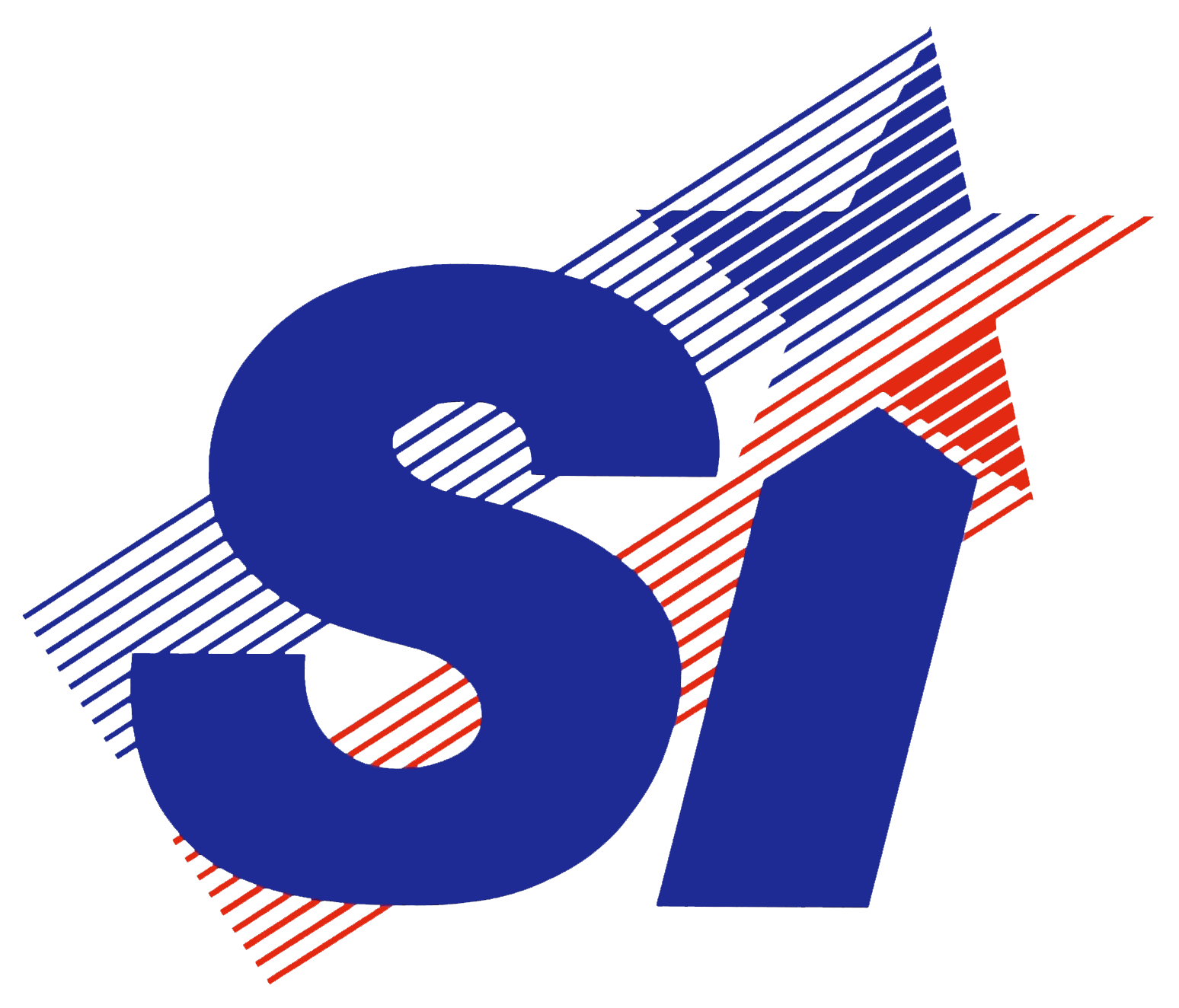
Logo per il sì
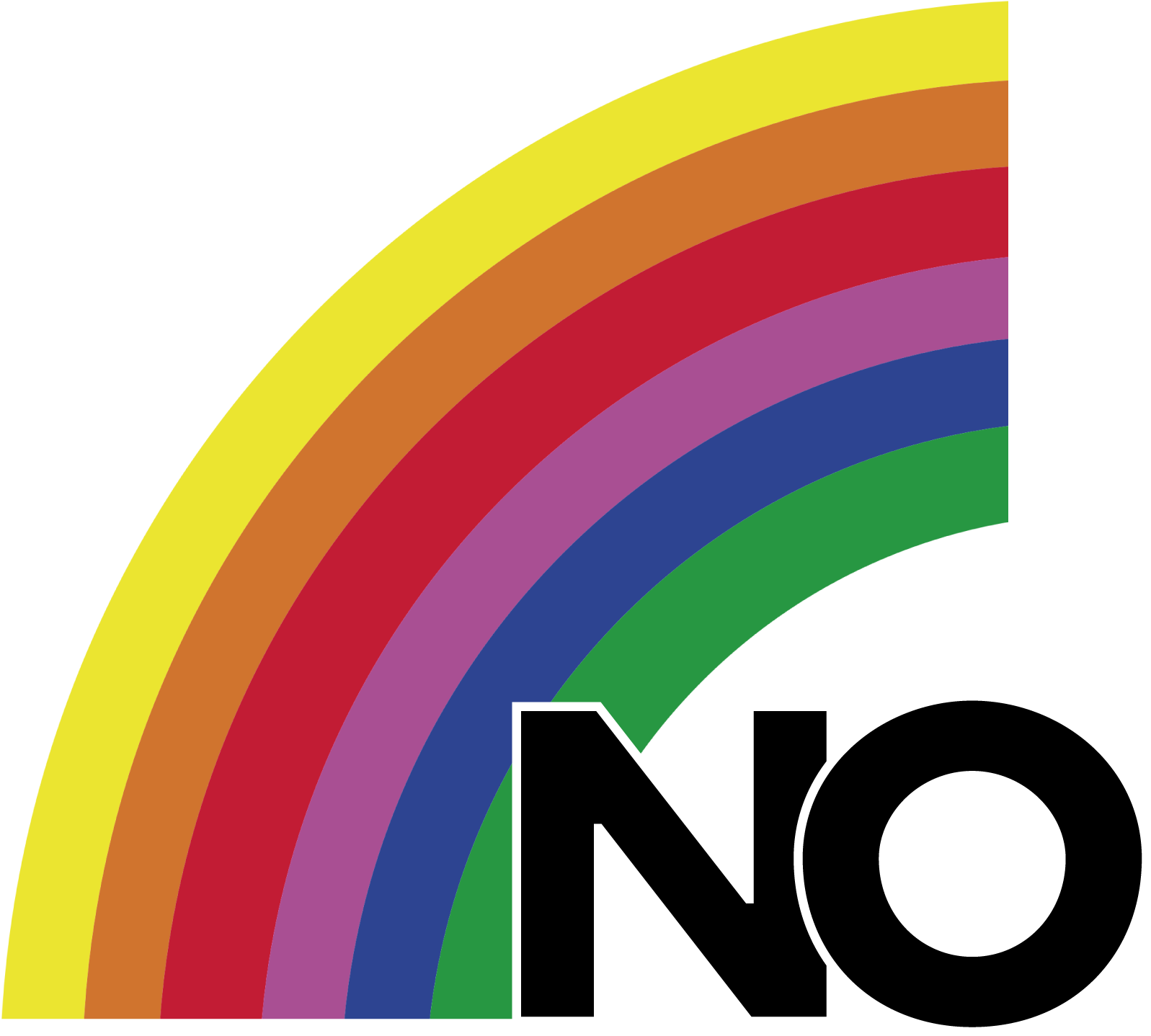
Logo per il no, che richiama quello della Concertazione dei Partiti per la Democrazia
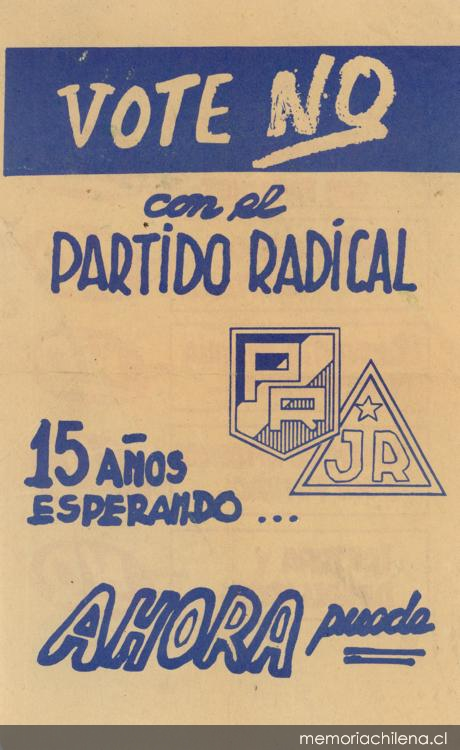
Manifesto per il no (del Partito Radicale del Cile e della Juventud Radical de Chile)

## Risultati
| Risultati      | Voti      | Percentuale |
| -------------- | --------- | ----------- |
| Sì             | 3 119 110 | 44,01%      |
| No             | 3 967 569 | 55,99%      |
| Totale         | 7 086 679 | 100,00%     |
| Schede bianche | 70 660    | [ 1 ]       |
| Schede nulle   | 94 594    | [ 2 ]       |
| Totale votanti | 7 251 933 |             |

Gli astenuti furono 177 461, pari al 2,45% del bacino elettorale.

## Filmografia
- No - I giorni dell'arcobaleno è un film del 2012 diretto da Pablo Larraín.